# مهرپرستی

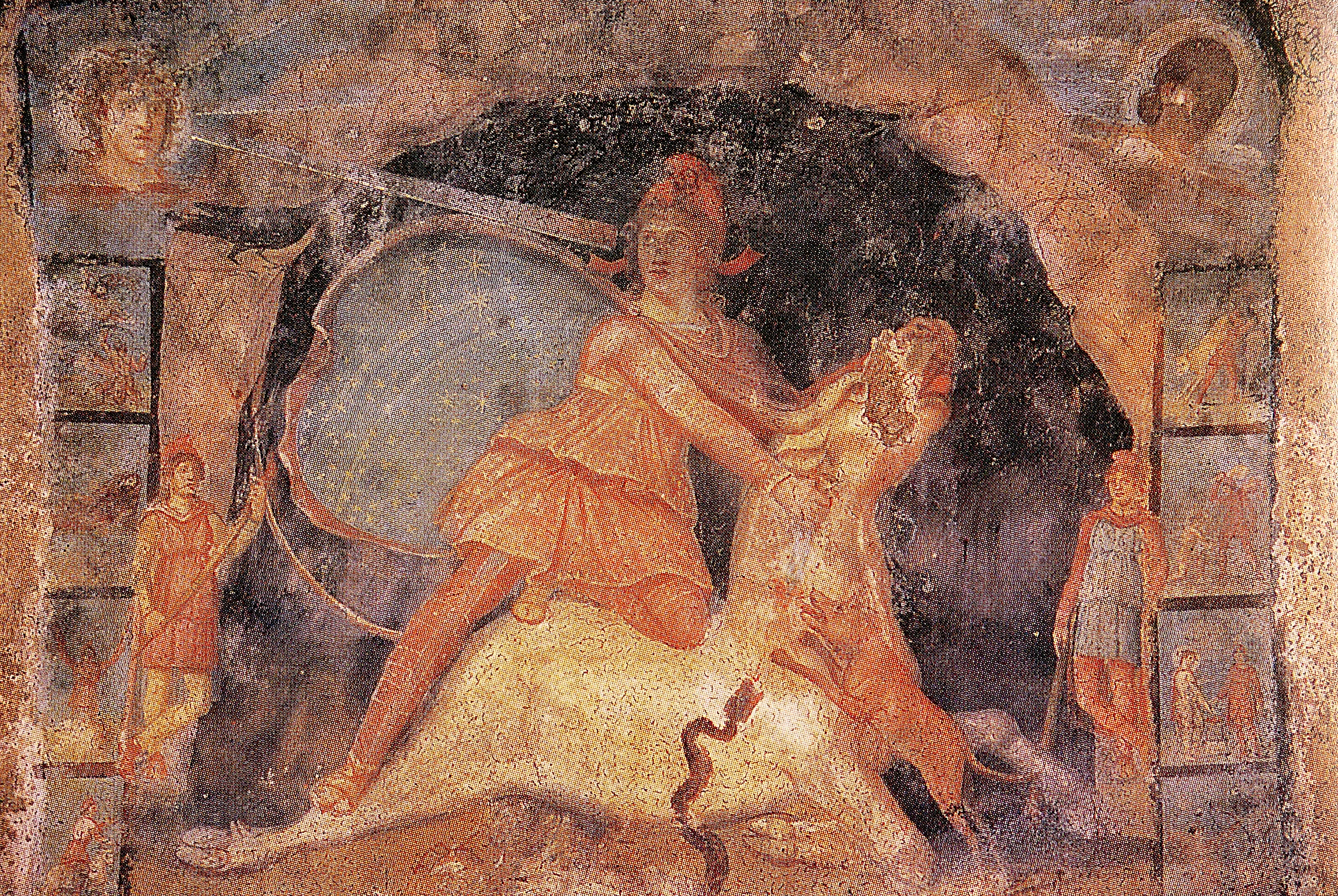
میترا و گاو نر (وَرزا): این دیوارنگاره از یک میترائیوم (مهرابه/مهرکده) در مارینو ایتالیا است که صحنه قربانی کردن ورزا و دنباله فلکی ردای میترا را نشان می‌دهد.

مِهرپرستی یا آیین مهر یا میترائیسم یک آیین ایرانی بود که بر پایه پرستش «میترا» (در پارسی میانه «مهر») بنیان نهاده شد. میثرِه یا مهر از ایزدان کهن ایرانی است که در ایران باستان، از دوران پیش از آیین زرتشت تا پایان دوران ساسانی، به عنوان ایزد عهد و پیمان، روشنایی، جنگاوری، پاکی و ناآلودگی مورد پرستش بوده است. میترائیسم برداشت رومیان از مهرپرستی بود که اسرار میترائی نیز نامیده می‌شود. میترائیسم در زمان اوج گستردگی جهانی خود در سده‌های دوم و سوم میلادی از هندوستان تا انگلستان و اسپانیا پیروانی داشت.
پرستندگان میتراس از نظام پیچیده‌ای مبتنی بر هفت درجه از تشرف و ضیافت‌های آیینی همگانی پیروی می‌کردند. تشرف‌یافتگان خود را syndexioi به معنی «کسانی که دست در دست هم متحد شده‌اند»، می‌نامیدند. آنان در نیایشگاه‌های زیرزمینی که اکنون به آن mithraea (مفرد mithraeum) گفته می‌شود و در دین ایرانی مهرابه می‌گفتند، یکدیگر را ملاقات می‌کردند. تعداد زیادی از این پرستشگاه‌ها باقی مانده است. به نظر می‌رسد خاستگاه این دین ایران بوده و مرکز این آیین در روم بوده، و در سراسر امپراتوری روم غربی تا منتهی‌الیه جنوبی آفریقای رومی و نومیدیا، منتهی‌الیه شمالی بریتانیای رومی، و به میزان کمتری در سوریه رومی در شرق، محبوب بوده است.
میترائیسم رقیب مسیحیت اولیه پنداشته می‌شود. در قرن چهارم، میتراپرستان مورد آزار و اذیت مسیحیان قرار گرفتند و متعاقباً این آیین تا پایان همان قرن در امپراتوری روم سرکوب شد و از میان رفت.
یافته‌های بی‌شمار باستان‌شناسی، از جمله مکان‌های ملاقات، بناها و مصنوعات، به دانش مدرن دربارهٔ میترائیسم در سراسر فرمانروایی روم کمک کرده است. شمایل میتراس نشان می‌دهد که وی از یک سنگ متولد می‌شود، گاوی را ذبح می‌کند، و ضیافتی را با خدای Sol (خورشید) برگزار می‌کند. نمونه‌های مرتبط با این آیین تا کنون در تقریباً ۴۲۰ مکان مختلف کشف شده است که از میان این آثار می‌توان به حدود ۱۰۰۰ کتیبه، ۷۰۰ نمونه از صحنه ذبح گاو نر (تاورکتونی) و حدود ۴۰۰ اثر تاریخی دیگر اشاره کرد. تخمین زده می‌شود که حداقل ۶۸۰ مهرابه تنها در شهر رم وجود داشته است. هیچ روایت یا مطالب یزدان‌شناختی مکتوب از این آیین به جا نمانده است. اطلاعات محدودی را می‌توان از حجاری‌ها و اشارات مختصر یا گذرا در ادبیات یونانی و لاتین استخراج کرد. تفسیر شواهد فیزیکی پیدا شده در ارتباط با این آیین همچنان مسئله‌ساز و محل بحث است.

## نام
«مهرپرستی» یا «کیش مهر» نام ایرانی این آیین است. میترائیسم برداشت رومیان از مهرپرستی بود که «اسرار میترایی» نیز نامیده می‌شود نویسندگان رومی برای نام بردن از آن واژه‌هایی همچون «اسرار میترائیک»، «اسرار میتراس»، «اسرار پارسیان» و «اسرار ایرانیان» به کار می‌بردند. منابع مدرن گاهی جهت اشاره به این مذهب یونانی-رومی، عبارت «میترائیسم رومی» یا «میترائیسم غربی» را بکار می‌برند تا آن را از پرستش میترا توسط ایرانیان تمایز دهند.

### ریشه‌شناسی میتراس
نام میتراس یا میدراس (لاتین، معادل یونانی " Μίθρας ") شکلی از میثر، نام یک خدای ایرانی قدیمی است – این رابطه از زمان فرانس کومون توسط پژوهشگران میتراشناسی درک شده است. یک نمونه آغازین از شکل یونانی این نام در کوروش‌نامه‌ی گزنفون که در سده ۴ پیش از میلاد نوشته شده، در دست است. این کتاب زندگینامه پادشاه ایرانی، کوروش دوم (بزرگ) می‌باشد.
نگارش درست لاتین یا یونانی کلاسیک این واژه، با نگاهی به فرایند دستوری از صرف کلمات متغیر است. یافته‌های باستان‌شناسی نشان می‌دهد که در زبان لاتین، پرستندگان شکل فاعلی نام خدا را به گونه «میتراس» می‌نوشته‌اند. با این همه در نوشته‌های یونانی پورفیری، De Abstinentia (Περὶ ἀποχῆς ἐμψύχων)، اشاره‌ای به نگارش تاریخ اسرار میترایی به‌دست یوبولوس و پالاس می‌شود، که نشان می‌دهد که این دو نویسنده با نام «میترا» همانند یک واژه بیگانه صرف‌نشدنی رفتار می‌کرده‌اند. نوشته‌های یادشدهٔ پورفیری اکنون از بین رفته‌اند.
نام‌های وابسته به این خدا در دیگر زبان‌ها عبارتند از:
- میترا (خدای هندو) (मित्रः)، نام خدایی که در ریگ ودا ستایش شده است.[۲۲][۲۳][۲۴] در سانسکریت، "mitra" به معنای "دوست" یا "دوستی" است.
- فرم mi-it-ra-، در معاهده صلح حک شده بین هیتی‌ها و پادشاهی میتانی یافت شده است. این حجاری متعلق به حدود سال ۱۴۰۰ پیش از میلاد می‌باشد.[۲۵][۲۶]

مورخان مدرن تصورات متفاوتی در مورد اینکه آیا این نام‌ها به خدایی یکسان اطلاق می‌شوند یا نه، دارند. جان هینلز نوشته است که میترا / میثرا / میتراس خدای واحدی است که در چندین دین متفاوت مورد پرستش قرار گرفته است. از سوی دیگر، دیوید اولانسی معتقد است که میتراس ذبح کننده گاو، خدایی جدید است که پرستش آن از قرن یکم پیش از میلاد آغاز شده و نامی قدیمی جهت اطلاق به آن مورد استفاده قرار گرفته است.
مری بویس، محقق ادیان باستانی ایران، می‌نویسد که اگرچه به نظر می‌رسد میترائیسم امپراتوری روم مشخصه‌های ایرانی کمتری نسبت به آنچه مورخان پیش‌تر تصور می‌کردند، داشته است اما «همان‌طور که نام میتراس به تنهایی نشان می‌دهد، این مشخصه‌ها تا حدودی مهم بوده است».

## مهرپرستی
مِهرپرستی یا آیین مهر آیینی بود که بر پایه پرستش «میترا» (در پارسی میانه «مهر») ایزد جنگاوری، پاکی و نا آلودگی در ایران باستان پیش از آیین زرتشت بنیان نهاده شد.

### پیش از زرتشت
پیش از زرتشت، پیامبر باستانی ایران، ایرانیان دینی چندخدایی داشتند و میترا گرانقدرترین ایزد آنان محسوب می‌شد. او خدای پیمان و تعهد و سرسپردگی متقابل بود. در لوحی به خط میخی متعلق به پانزده قرن پیش از میلاد که شامل پیمان‌نامه‌ای بین هیتیها و میتانیها می‌باشد، به میترا سوگند یاد شده است.

### مهر در مزدیسنا
در اوستا سرودی به نام «مهریشت» وجود دارد. طبق سنت زرتشتی، پل چینوَد محل قضاوت در مورد اعمال درگذشتگان است و آنجا سه ایزد میترا، سروش و رشن به ریاست میترا در مورد اعمال درگذشتگان داوری می‌کنند.

### مهرپرستی در زمان هخامنشیان
تا زمان اردشیر دوم هخامنشی از میترا نامی نیست. اردشیر سوم در تخت جمشید در دیوار شمالی کاخ اردشیر نوشته است: آناهیتا و میترای خدا، مرا و این کشور را و آنچه را که من کردم بپایاد.
پلوتارخ نیز نوشته جالب توجهی دربارهٔ داریوش سوم دارد. هنگامی که او خبر مرگ همسرش را که اسیر یونانیان شده بود می‌شنود، به تریئوس می‌گوید «اگر هنوز مرا خواجه خود می‌دانی تو را به فروغ میترا سوگند می‌دهم راست بگو…». جز اینها سندی از میترا در محدوده ایران امروزی پس از ظهور زرتشت نداریم.
داریوش و جانشینانش قصد نداشتند شرایط سیاسی سختگیرانه‌ای ایجاد کنند تا باورهای قدیمی را که همچنان نزد بسیاری از نجیب‌زادگان محبوب بود، از میان بردارند. بدینسان آیین زرتشت، رفته‌رفته با عناصر آیین چندایزدی قدیم در هم آمیخت و یَشت‌هایی در ستایش ایزدان کهن سروده شد. یشتی در اوستا به نام مهریَشت به مهر یا میترا اختصاص داده شده است که در آن مهر، ایزدی نظاره‌گر بر همه چیز، روشنایی آسمانی، نگاهبان پیمان‌ها، محافظ نیکوکاران در این گیتی و در آخرت و بالاتر از هر چیز، دشمن بزرگ اهریمن و تاریکی و خداوند نبرد و پیروزی‌ها تصویر شده است.
در آیین مختلط دوران پایانی سلسلهٔ هخامنشیان، جنبه زرتشتی به وضوح بر جنبه چندخدایی پیشین آن چیرگی یافته و دیگر از قربانی‌کردن، که پیروان زرتشت از آن نفرت داشتند، یادی نمی‌شود.

### مهرپرستی در اشکانیان
در زمان اشکانیان مهرپرستی به غرب رخنه می‌کند. مهرپرستی و آیین‌های آن با روحیهٔ جنگجویی اشکانیان سازگار بوده است. بنا به روایت مغی به نام اوستانس برای نخستین بار مهرپرستی را به غرب ایران می‌برد و در آنجا رواج می‌دهد. پس از آن کاهنان همسایگان غربی ایران، آیین‌های میتراگان، مانند قربانی کردن برای میترا را اجرا می‌کنند.
استرابون خود در یکی از این مراسم شرکت کرده و آن را گزارش کرده است. هنگامی که تیرداد اول اشکانی (اشکانیان ارمنستان) به روم می‌رود تا از امپراتور نرون تاج پادشاهی ارمنستان را بگیرد به او گفت: فرمانروا منم، از تخم ارشک… اما برده تو ام و نزد تو آمده‌ام تا میترا را، در لباس تو نیایش کنم.

### مهرپرستی در دوره ساسانیان

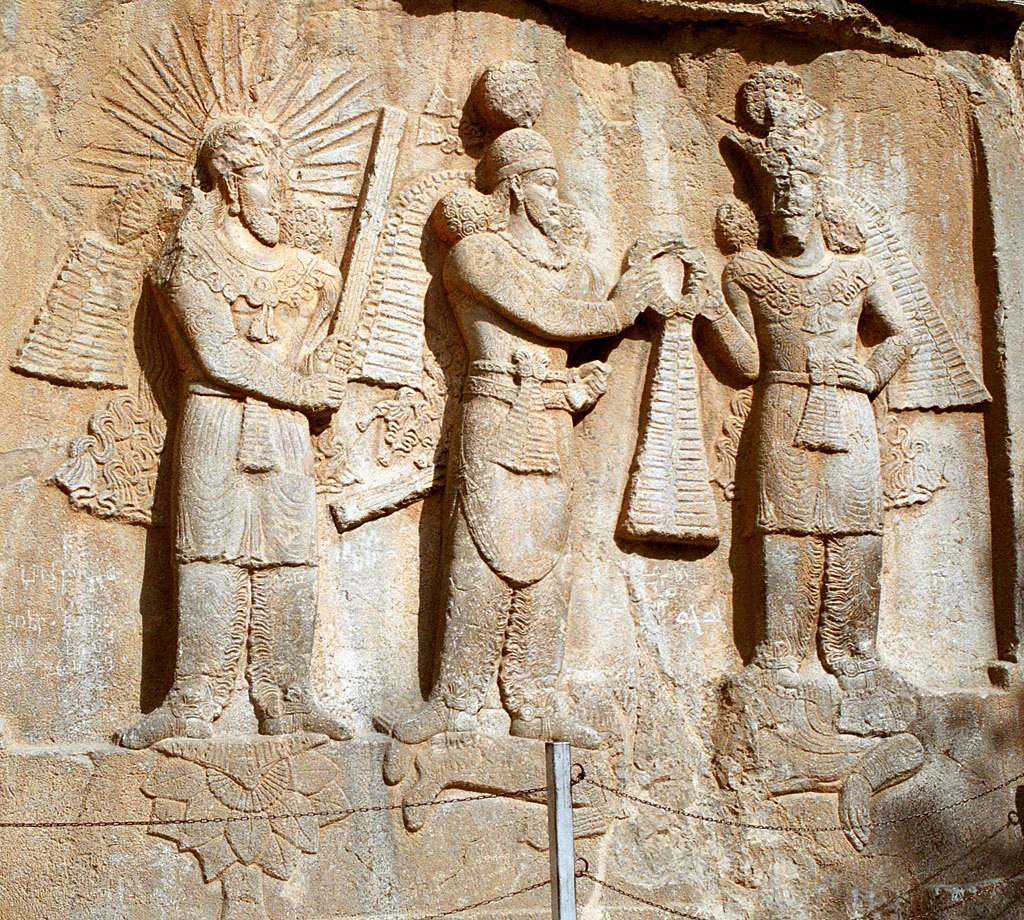
نقشی از تاق بستان در کرمانشاه ایران. در این نقش شاه ساسانی شاپور دوم در میان و در سمت راست وی اهورا مزدا که حلقهٔ فر ایزدی را به منظور تاجگذاری به او می‌دهد، روی دشمنی به خاک افتاده (یولیانوس امپراتور روم) چپ شاه، میترا یا مهر، که پیکان‌های نوری همچون خورشید از سر او در تمامی سمت‌ها پراکنده شده، شاخه‌ای از نبات که «برسم» نام دارد را در دست گرفته است و بر روی گل نیلوفری ایستاده است.

شاپور دوم ساسانی به مهر سوگند خورد که آسیبی به پادشاه ارمنستان نمی‌رساند. در نقش رستم هم میترا دیده می‌شود.

### مهر در زروانیسم
در آیین زروانی، میترا داور بین اهورامزدا و اهریمن می‌باشد. در اعتقادات زروانیان در ابتدای عمر هستی زروان (خدای زمان) به هدفمند بودن جهان شک کرده و گمان عبث بودن جهان را می‌برد و از این شک و تردید اهریمن پدید می‌آید و حق و حقیقت که تولد اهریمن را برنمی‌تابد ناخواه از عالم یقین اهورامزدا را برای مبارزه با آن پدیدمی‌آورد. اهورامزدا و اهریمن هر دو در شکم زروان رشد می‌کنند. اهریمن که طمع دارد تا زودتر از اهورامزدا به دنیا بیاید شکم مادر (زروان) را پاره کرده و بیرون می‌جهد. بسیاری از این اعتقادات، مفاهیمی بسیار قابل تعمق و تفکر در خود گنجانده و جای اندیشه و تفکر بسیار دارد. این اعتقاد می‌تواند بیانگر این امر باشد که خیر و شر هر دو مولود زمان می‌باشند و در گذر زمان نمایان می‌شوند.

## نمادهای مهری

### مارهای حلقه زده
نماد دو مار که بر دور یک چوب اقاقیا حلقه زدند جزو کهن‌ترین نمادهای آیین مهرپرستی است. این نماد در مهرپرستی نوین که در زمان حکومت هخامنشی رواج یافت بکل فراموش شد. در این نماد مار نماد تندرستی و چوب سبز اقاقیا به معنای راستی است و پیوند این دو به معنای پاکی در راستی است.

### چلیپا

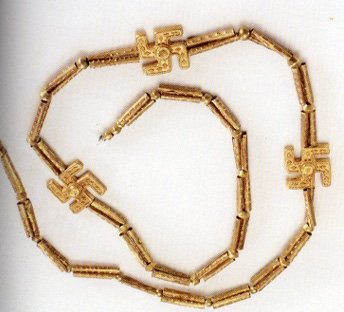
گردنبند ایرانی «گردونه میترا» که مشهور به گردنبند تپه مارلیک است و دارای قدمت حدود یک هزار سال پیش از میلاد می‌باشد، موزه ملی ایران

علامت صلیب (چلیپا) رازهای زیادی دارد. این علامت از مصر در زمان فراعنه تا هند باستان وجود دارد و به نظر می‌رسد از مهم‌ترین نشانه‌های مهرپرستان باشد. به نظر می‌رسد که صلیب + ساده شده از شکلها و تصوراتی است که از خورشید وجود داشته مانند دایره‌هایی با ۱۶- ۲۴- ۱۲ شعاع یا پرتو به نظر می‌رسد در یک دورهٔ تکاملی تصویر خورشید از شکل گل آفتاب گردان به علامت+ ساده‌تر شده است و تنها با شکل + یا ضرب‌در و شکل ستارهٔ پنج‌پر * درآوردند. گفتنی است که علامت * که بر روی کلاه کوروش بزرگ دیده می‌شود نیز نماد خورشید است ولی امروزه آن را با علامت ستاره می‌شناسیم. شکل ۱۲ پر صلیب هم وجود دارد که ممکن است هم‌زمان آیکون خورشید و ۱۲ ماه سال باشد. اما در مجموع می‌توان گفت + صلیب یا چلیپا یا چهارپایه یا چهار پره آیکون سادهٔ خورشید تابان است. ممکن است ۴ خط آن نماد فصل‌های سال یا نماد ۴ عنصر اصلی آب و باد و خاک و نور باشد. خورشیدپرستی و آیین مهر یا میثرا در مصر و ایران و هند و بخشی از اروپا قرن‌ها قبل از مسیحیت وجود داشته است. احتمالاً آیین مهرپرستی ابتدا در شمال غرب ایران رایج بوده است اما نشانه‌های بارز این آیین در ۴ صلیب آریایی نقش رستم قابل مطالعه است. مهریان به نشانهٔ خورشید، صلیبی را در یک دایره ترسیم می‌کردند و برای آنان چهار گوشهٔ صلیب، نشانهٔ سال خورشیدی آغازین بود. دو گوشهٔ آن نشان از روز و شب و دو گوشهٔ دیگر نماد انقلاب خورشیدی بود. صلیب درون دایره در نقش‌های شام مقدس میترا به تصویر کشیده شده است.

## ارتباط پرستش میترا در ایران و اروپا

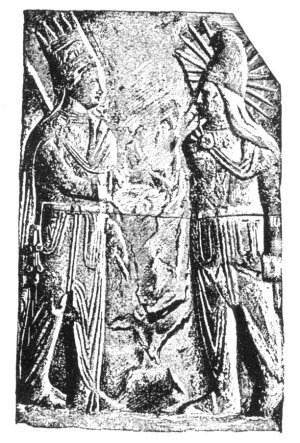
میترا با کلاه فریگی در سمت راست و آنتیوخوس اول شاه کوماژن در سمت چپ، (نقش برجسته متعلق به سده نخست پیش از میلاد در کوه نمرود.)

اگرچه پس از حملهٔ اسکندر مقدونی و فتح سرزمین‌های شاهنشاهی ایران توسط او در حدود ۳۳۰ سال پیش از میلاد، ساختار اجتماعی پیشین ایران از هم پاشید و برای مدت‌ها اثری از مهرپرستی در این سرزمین نبود، نجیب‌زادگان مناطق مختلف در سرزمین‌های غربی شاهنشاهی پیشین ایران، پرستش میترا یا مهر را از سرگرفتند. شاهان و نجبای مرز ایران و دنیای روم و یونان از جمله سرزمین آناتولی (آسیای صغیر) همچنان بر این کیش بودند. تیرداد اول شاه ارمنستان، در هنگام تاجگذاری خویش به سال ۵۷ پس از میلاد، نرون امپراتور روم را حکمران بزرگ خود اعلام نمود و آداب و تشریفات مهرپرستی را به نمایش گذاشت و اعلام نمود که ایزد پیمان و دوستی، رابطهٔ دوستانه‌ای را بین ارمنیان و رومیان مقتدر برقرار نموده است. میترادات یا مهرداد ششم، شاه پُنتوس، احتمالاً یک مهرپرست بوده است و متحدانش یعنی دریانوردان کیلیکیه در حدود ۶۷ سال پیش از میلاد، آداب و مناسک میترایی را برگزار می‌نمودند. همچنین آنتیوخوس یکم پادشاه کُماژِن (جنوب شرق آسیای صغیر) میترا را تکریم می‌کرد و می‌ستود.
تا آغاز سدهٔ دوم میلادی، آثار کمی دربارهٔ میترا ایزد ایرانی در سرزمین روم یافت شده است؛ در صورتی که از سال ۱۳۶ میلادی به بعد صدها کتیبه و سنگ‌نبشته وقف‌شده به این ایزد وجود دارند. شرح سبب این تجدید محبوبیت آسان نیست و امروزه یک نظریه این است که شاید آیین میترائیسم قدیمی، توسط نابغه‌ای مذهبی که در حدود صد سال پس از میلاد می‌زیسته است تجدید بنا گردیده و به منظور پذیرفته شدن مناسک باستانی ایرانی در سرزمین روم، تفسیر و تعبیری افلاطونی و جدید به آن بخشیده شده است.
میترا توسط دزدان دریایی دریای کیلیکه به روم راه یافته بود. به گزارش پلوتارخ، این دزدان از یکی از سرداران روم در میان جنگ‌های ایران و روم شکست خوردند و در روم مخصوصاً در منطقهٔ اوسیتا اسکان داده شدند و در آن دیار آیین مهرپرستی را رواج دادند. احتمالاً این دزدان بخشی از نیروی دریایی اشکانیان بودند که توسط رومیان دزد خطاب می‌شدند.
ارمنستان نیز در زمان اشکانیان میترا را می‌شناخته است. سنگ‌نگاره‌های آنتیوخوس کُماژن و میترادات در نمرود داغ ارمنستان کوچک، میترا را نشان می‌دهد که در لباس اشکانی با آنتیوخوس و میترادات دست می‌دهد. در سکه‌ای که توسط گوردیان سوم در تاروس ضرب شده است، میترا در حال کشتن گاو است. در سال ۶۰۱، امپراتور روم، تراژن، رومانی را تصرف کرد و آیین میترا را با خود به آنجا برد و پرستشگاه‌هایی برای او ساخت. قیصر هادریان تا اسکاتلند پیش رفت و در آنجا برای میترا پرستشگاه‌هایی ساخت. همچنین در رومانی، بلغارستان، آلمان، اتریش، یوگسلاوی، انگلستان، اسپانیا، فرانسه و شمال آفریقا پرستشگاه‌های میتراپرستی توسط رومی‌ها ساخته شدند.
میترائیسم رومی در سده‌های سوم و چهارم میلادی به اوج خود رسید و به‌ویژه در میان سربازان رومی باورمندان بسیاری داشت. پس از گرایش کنستانتین بزرگ، امپراتور روم، به آیین مسیحیت که در آن هنگام گسترش یافته بود و پس از پیروزی او در نبرد به سال ۳۱۲ میلادی که طی آن همهٔ کیش‌ها و آیین‌های غیرمسیحی ممنوع اعلام شد، آیین‌های مهرپرستی نیز در مغرب‌زمین از رواج افتاد.

### فرضیهٔ فرانس کومون
فرانس کومون، محقق بلژیکی، در آغاز سدهٔ بیستم میلادی پژوهش‌های میترایی را پایه‌گذاری کرد و نخستین مجموعهٔ جامع کارهای تاریخی میترایی را گرد آورد. تفسیر او از این کارهای تاریخی در بخش اعظم این سده معتبر باقی ماند.
کومون معتقد بود که میترائیسم به‌طور مستقیم از دین زرتشتی پارسیان و در نتیجهٔ فعالیت مغان در آسیای صغیر پدید آمده است و سرانجام این که آبای کلیسا اعتقاد داشتند که میترائیسم دینی پارسی است، میتراس خدایی پارسی است و شماری واژه‌های مربوط به این آیین (پرسس، کاوتس، کاوتوپاتس، نامَه) پیشینهٔ ایرانی دارند.
کومون نقش اصلی این آیین، تندیس گاوکشی، را برخلاف پیش‌زمینهٔ ثنویت‌گرایانهٔ دین زردشتی تفسیر کرده است. کومون بر پایهٔ روایت خلقت دین زردشتی متأخر در بندهشن، اقدام میترا به کشتن گاو نر را عملی از نوع خلقت تفسیر کرده است. او مار و عقرب را آفریده‌هایی شریر دانسته است.

### فرضیهٔ متفاوت بودن مهرپرستی و میترائیسم
آیین میترایی پیش از آن که به اروپا منتقل شود، با بسیاری از معتقدات بابلی و عناصر دیگر آمیخته شد و در اروپا به ویژه روم نیز عناصر یونانی و رومی بسیاری به آن افزوده شدند و در اروپا به شکل آیینی درآمد که از مهرپرستی ایرانی تنها نامی بیش نداشت.

## میترائیسم
عقاید و باورهای میتراپرستان در مورد میتراس بدین شرح است:

### تولد میتراس
میتراس از دل سنگی درون غاری به دنیا می‌آید. در هنگام تولد تنها یک کلاه بر سر دارد و شمشیر و تیر و کمان در دست. برخی زاده شدن میتراس از درون سنگ را استعاره از فروغ ناشی از برخورد دو سنگ به هم می‌دانند. میتراس به هنگام تولد کره‌ای در دست دارد و دست دیگرش بر دایرهٔ بروج قرار گرفته است.

### قربانی کردن گاو
پس از رسیدن به غار، میتراس گاو را بر زمین می‌زند و بر پشت آن می‌نشیند و چاقوی خود را بر کتف گاو فرومی‌کند. در این هنگام سگ و مار برای لیسیدن خون گاو می‌آیند و عقرب برای این که تخم گاو را نیش بزند. سگ نشان پاسداری، مار نشان زندگی و عقرب نماینده اهریمن است که می‌خواهد منی گاو را بیالاید. از محل زخم گاو سه خوشهٔ گندم و نهال تاک در می‌آیند.

### معجزهٔ آب
میتراس با زدن تیری به صخره از آن چشمه‌ای جاوید به وجود آورد. این همان چشمهٔ آب زندگانی است.

### معجزهٔ شکار
میتراس سوار بر اسب می‌تازد و حیوانات را شکار می‌کند. تمام تیرهای او به هدف می‌خورند و با هر تیر موجودی شکار می‌کند. بعد از شکار، میتراس به سراغ دشمنان خود می‌رود و آن‌ها را از پای درمی‌آورد. لقب «میتراس شکست‌ناپذیر» از همین‌جا پدید می‌آید. دو معجزهٔ میتراس بعد از تولد از سنگ که در کتاب‌ها نماد آسمان است، یکی تیراندازی به طرف سنگ و خروج آب مقدس از آن و دیگری شکار است که در سنگ‌نبشته‌ها به شکار گراز نیز اشاره شده است.

### شام آخر
در آخرین روز زندگی زمینی میتراس، او در ضیافتی شرکت می‌کند و خون گاو، گوشت او، نان و شراب می‌خورد. این ضیافت درون غاری انجام می‌شود. سُل ایزد خورشید نیز (سُل خدای خورشید است و میتراس خدای پرتو خورشید. ایزد خورشید طی کارزاری با میتراس او را بر زمین زده و پرتو او را از آن خود کرده است) در ضیافت شرکت می‌کند.

### عروج میتراس
بعد از ضیافت، میتراس سوار ارابهٔ خورشید شده، به آسمان عروج می‌کند. سُل، ایزد آفتاب، او را سوار بر ارابهٔ مینویی خود کرده، به آسمان می‌برد تا در آخرالزمان دوباره به زمین برگردد.

### رستاخیز
در آخر کار جهان، آتشی عظیم در تمام جهان درمی‌گیرد و پیروان میتراس از آن آسوده خواهند بود.

## مناسک میترایی
میترائیسم آیین سربازی است. راست‌گویی و درست‌پیمانی از مهم‌ترین مشخصه‌های این آیین است. نوچه‌ای که می‌خواست به سلک میترائیسم درآید، باید از آزمایش‌های بسیار دشواری سربلند بیرون می‌آمد. نوچه را ابتدا به مهیار می‌سپاردند و او مطالب کلی را به نوآموز آموزش می‌داد. اما ابتدا باید سوگند می‌خورد که اسرار را بر هیچ‌کس فاش نکند. بعد او را خالکوبی می‌کردند (دست و پیشانی) تا به عنوان برادر و یار دیگر میترائیان شناخته شود. قبل از خالکوبی، آزمایش‌های زیادی انجام می‌شد. چشمان نوآموز را می‌بستند. مهیار نوآموز را به جلو می‌راند. سپس ناگهان او را هل می‌داد و شخص دیگری قبل از زمین‌خوردن او را در آغوش می‌گرفت که به این شخص منجی گفته می‌شد.

### درجات هفتگانهٔ میترائیسم
پیروان میترائیسم رومی، برای پاگشایی، همچون آیین ایرانی می‌بایست مناسکی مشتمل بر درجاتی هفت‌گانه را طی کنند. این آیین‌ها در غارها یا معابدی زیرزمینی و غارمانند به نام میترائیوم اجرا می‌شد. میتراس معمولاً به شکل مردی در حال قربانی کردن گاو نر تصویر می‌شد که اشخاص و همچنین حیوانات دیگری او را همراهی می‌کردند. مجموعهٔ این نمادها به نشانه‌های ستاره‌شناسی، مانند اجرام آسمانی و صور فلکی تعبیر شده، «تاروکتونی» (گاوکُشی) نامیده می‌شود.
قداست اعداد در بیشتر ادیان کهن به چشم می‌خورد. در میترائیسم عدد «هفت» مقدس است: هفت طبقهٔ زمین، هفت مقام، هفت سیاره و در معبد هفت طاقچه، هفت در و غیره. «پیر» عالی‌ترین مقام و منصب در آیین «میترا» و نمایندهٔ وی بر روی زمین است. آنان ماه و آتش و زمین و باد و آب را بسیار محترم می‌داشتند. به هر حال عدد هفت در آیین مهرپرستی/میترائیسم مقدس است. درجات هفتگانه میترائیسم رومی به قرار زیر بود:
۱. کلاغ منسوب به سیاره تیر.
۲. همسر منسوب به سیاره ناهید.
۳. سرباز منسوب به سیاره بهرام.
۴. شیر منسوب به سیاره هرمز.
۵. پارسا منسوب به ماه.
۶. پیک خورشید منسوب به مهرپیما.
۷. پیر مرشد منسوب به سیاره کیوان.
جوانان تازه‌وارد به پیشگاه میترا معرفی شده، به درجهٔ نخست از این هفت مرتبه دست می‌یافتند و تحت آموزه‌های روحانیان سعی در رسیدن به سایر درجات داشتند.

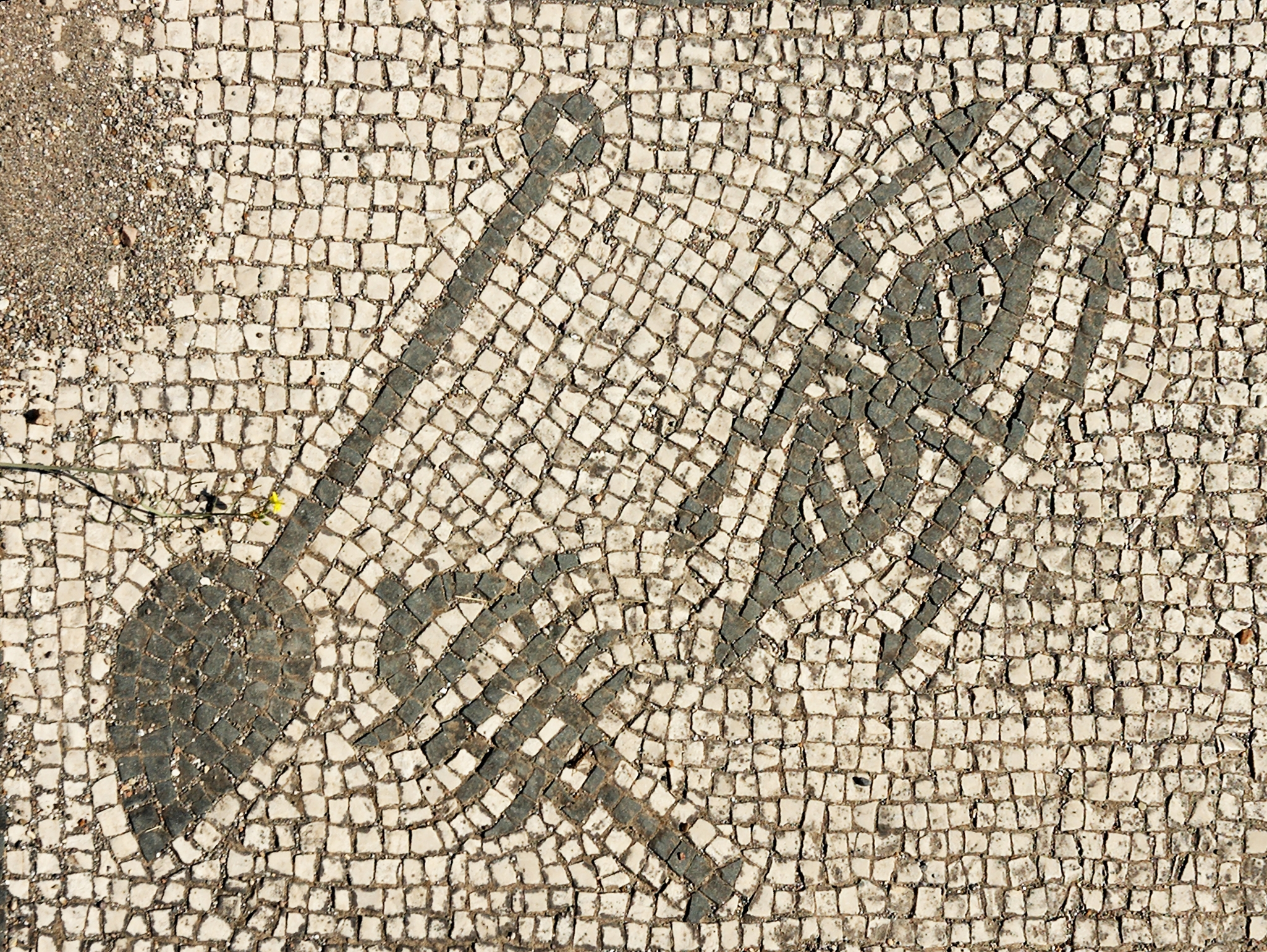
آذرخش، سیستروم، بیلچه
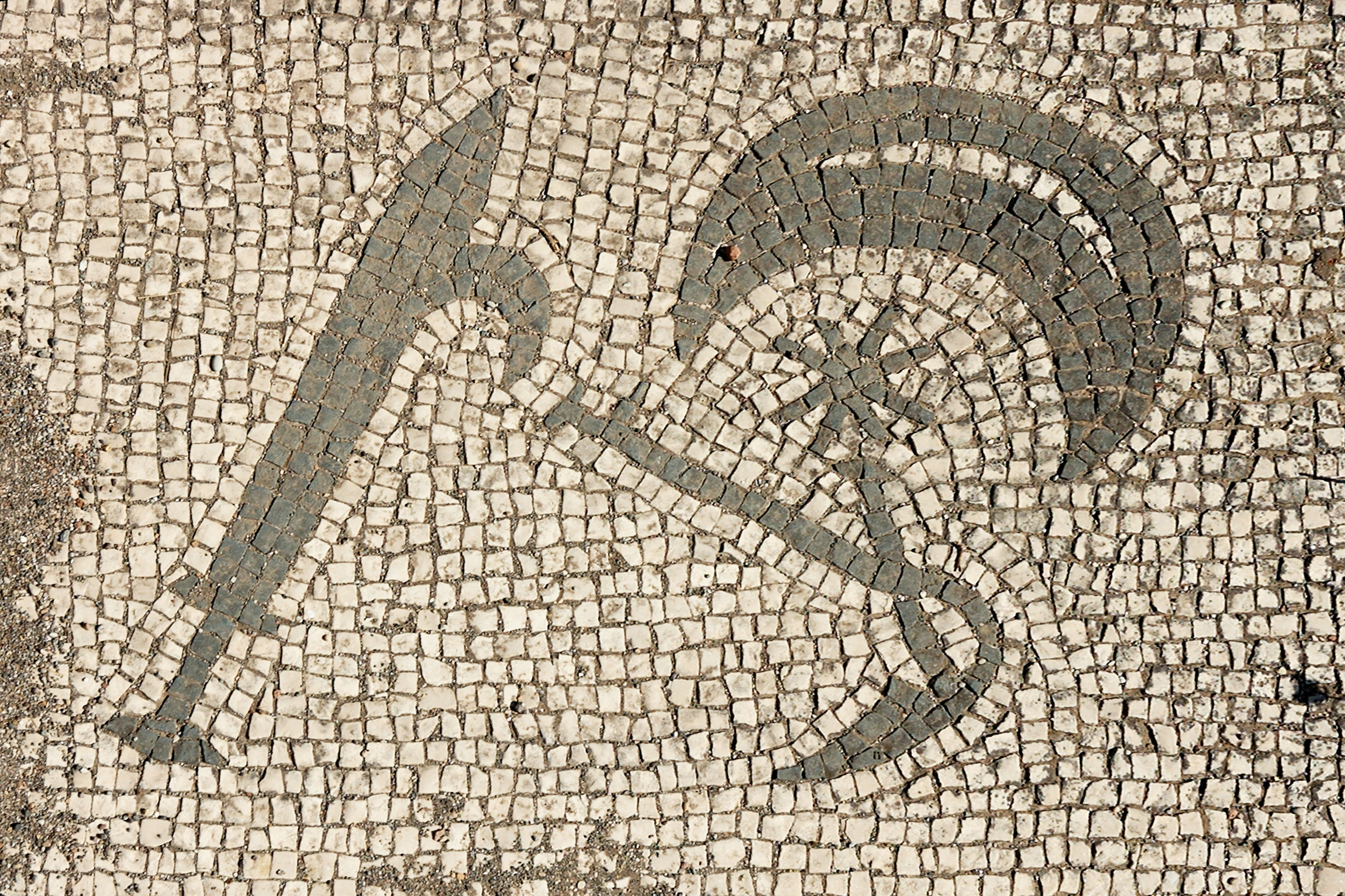
داس، ستاره، هلال ماه، شمشیر
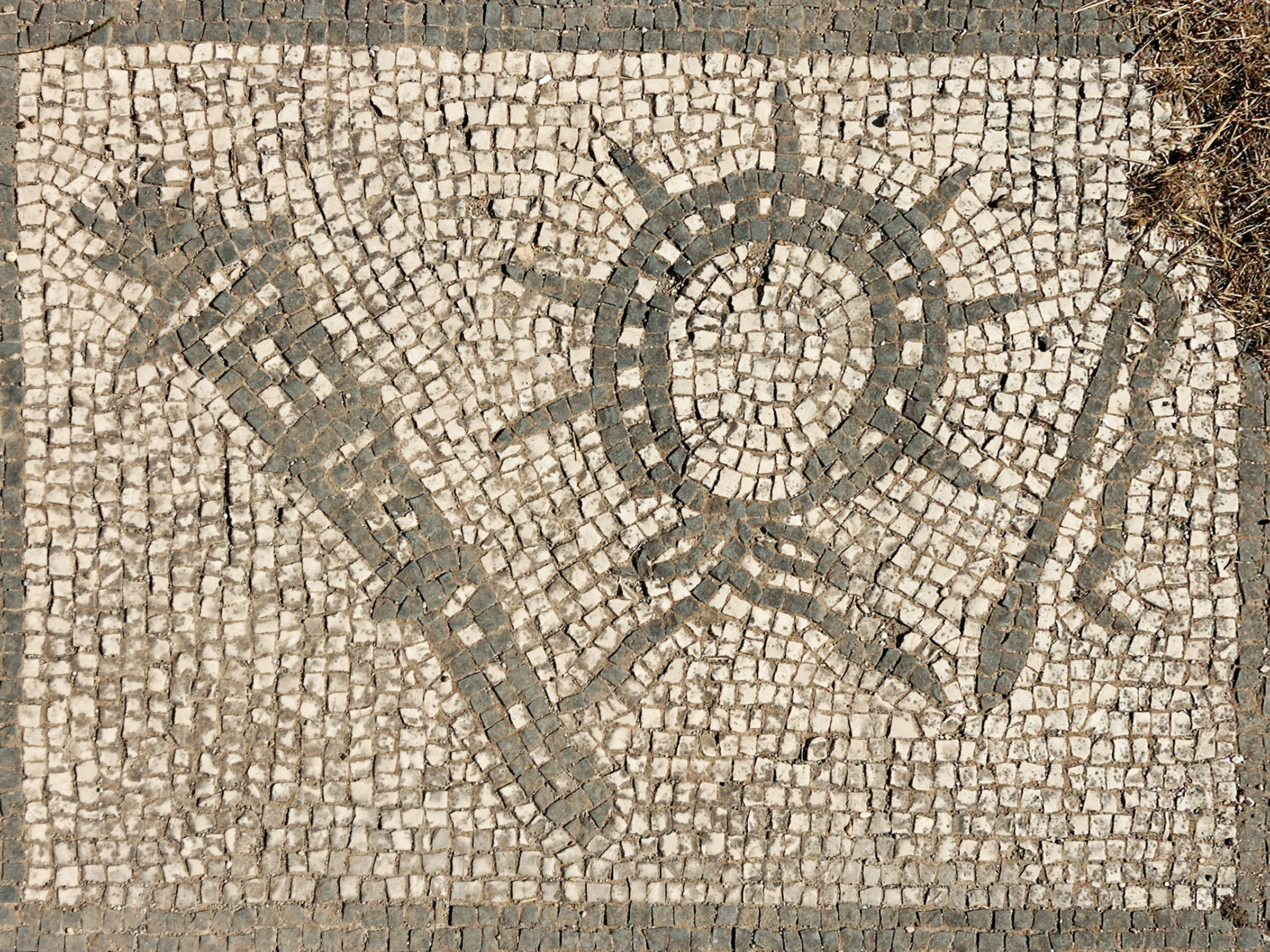
تازیانه، تاج، مشعل
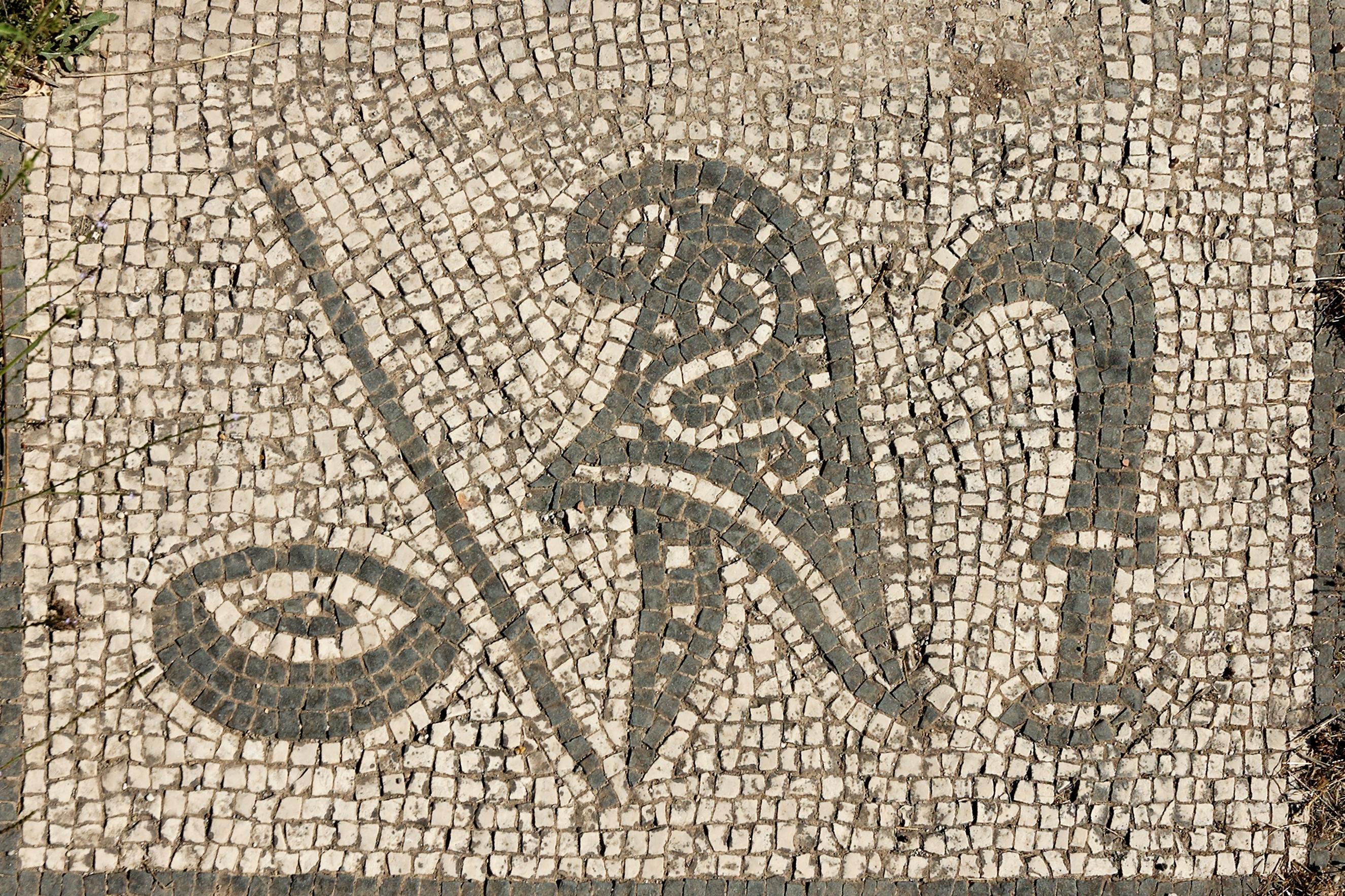
داس، کلاه فریگی، عصا، پیاله

پیروان این آیین به‌دشواری هفت گام را تا رستگاری می‌پیمودند که چنین بود: کلاغ، نامزد، جنگی، شیر، پارسا، مهرپویا و پیر. مغان در آیین ویژه‌ای خون گاوی را می‌ریختند که در جامی ریخته و آن را با هوم می‌آمیختند و می‌نوشیدند. یکی از کارهایی که زرتشت آن را قدغن نمود، همین آیین بود. نسخهٔ رومی این آیین، از ادیان اسرارآمیز یونانی-رومی با محوریت خدای میتراس بود. این آیین از پرستش خدای میترا توسط ایرانیان برگرفته شده بود، گرچه میزان همسانی بین رسوم ایرانی و یونانی-رومی جای ناسازگاری است. به دلیل رده‌بندی در جایگاه پرستندگان در این آیین، و افزایش دشواری دست یافتن به جایگاه بالاتر در هر بار، این آیین برای کسانی که به دنبال رده‌بندی و پیشرفت در جایگاه خود بودند و رازدانی را می‌جستند، گیرایی بیشتری داشت؛ از همین رو، از حدود سدهٔ نخست تا سدهٔ چهارم میلادی، به‌ویژه در میان سربازان و افسران ارتش روم هواداران سرسختی داشت؛ و از آنجا که مسیحیت آیینِ جایگزین شد، برخورد سختگیرانه‌ای با پایبندان و باورمندان به این آیین که بسیاری از ایشان از سربازان ساده بودند و پنهانی باور خود را نگاه می‌داشتند، انجام پذیرفت.

## شمایل‌نگاری

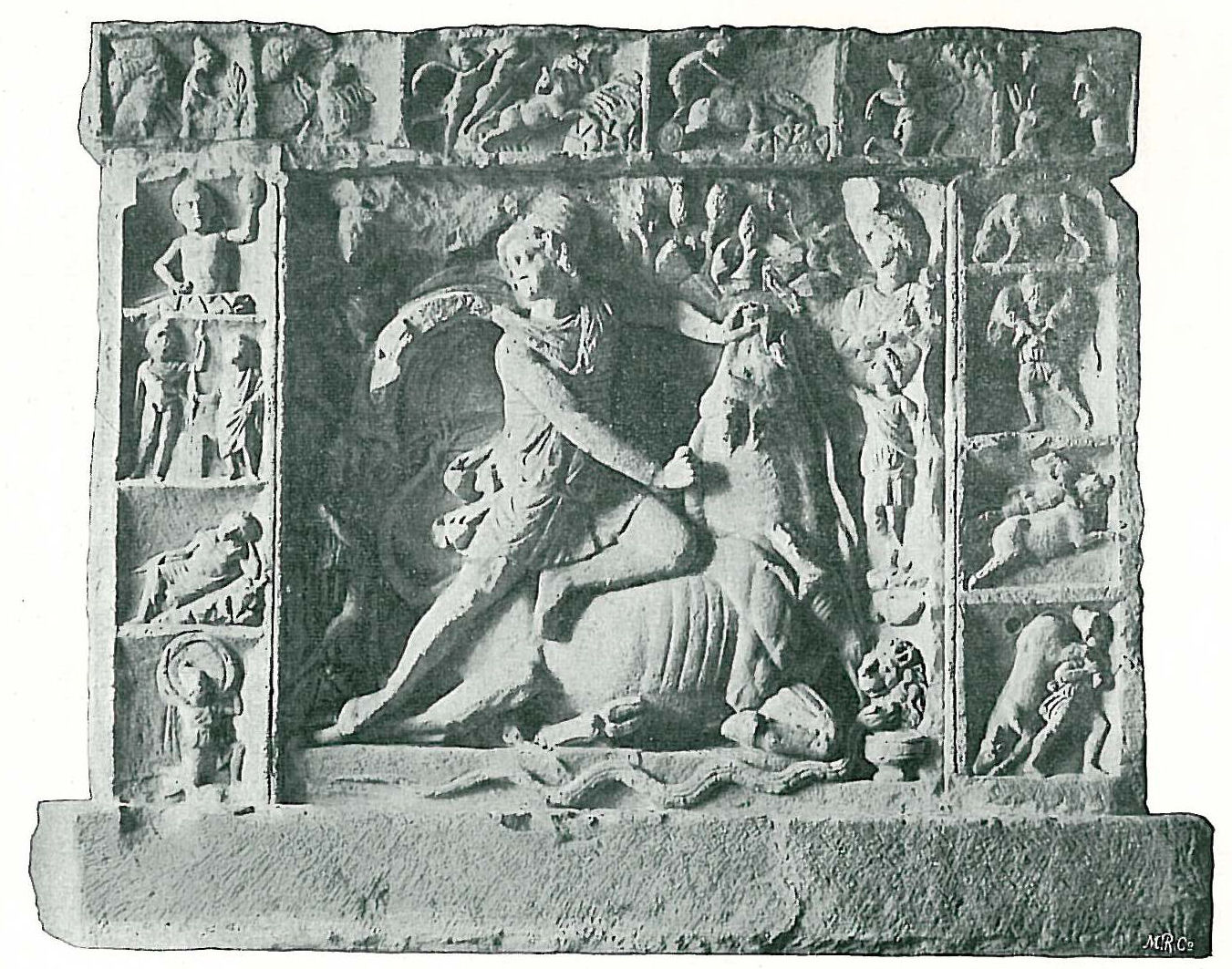
حجاری ذبح گاو توسط میتراس به عنوان گاو، ناین‌هایم نزدیکی هایدلبرگ، صحنه‌هایی از زندگی میتراس به عنوان قاب حجاری اصلی، حکاکی شده است.

بیشتر آنچه دربارهٔ میتراس می‌دانیم تنها از نقوش برجسته و مجسمه‌ها مشخص شده است. تلاش بسیاری برای تفسیر این اشیا صورت گرفته است.
پرستش میتراس در امپراتوری روم با تصاویری از ذبح یک گاو توسط این خدا مشخص می‌شود. تصاویر دیگری از میتراس نیز در معابد رومی یافت می‌شود. به عنوان مثال میتراس در ضیافت با سول و به تصویر کشیدن تولد میتراس از یک تخته سنگ. اما تصویر ذبح گاو (گاو نر) همواره جایگاهی مرکزی دارد. منابع متنی برای بازسازی فلسفه این نماد بسیار نادر است. (بخش تفسیر صحنه کشتار گاو را ببینید)

### صحنه کشتن گاو
در هر میترائیوم تصویر اصلی، صحنهٔ ذبح گاوی مقدس توسط میتراس است؛ عملی که رومیان آن را تاروکتونی (به معنی گاوکشی) می‌نامیدند. تصویر ممکن است به صورت نقش برجسته یا مجسمه ایستاده باشد و جزئیات جانبی ممکن است موجود یا حذف شده باشد. در مرکز تصویر، میتراس دیده می‌شود که جامه‌ای به سبک ساکنان آناتولی به تن دارد و کلاه فریگی بر سر نهاده است. میتراس زانوی خود را روی گاو مغلوب نهاده، با دست چپ خود سوراخ بینی گاو را گرفته، و با دست راست دشنه‌ای را در گردن گاو فرو می‌برد. میتراس در حین کشتن گاو به پشت سر به سوی سُول نگاه می‌کند. یک سگ و یک مار خود را به خون گاو رسانده‌اند که بر زمین می‌ریزد. عقرب دستگاه تناسلی گاو را گرفته است. کلاغ سیاهی در اطراف آنها پرواز می‌کند یا بر پیکر گاو نشسته. سه خوشه گندم دیده می‌شود که از دم گاو و گاه از زخم او بیرون زده است. گاو اغلب سفید است. میتراس به صورتی غیرطبیعی روی گاو نشسته و با پای راست خود، سم گاو را مهار کرده و پای چپ را خم کرده و بر پشت یا پهلوی گاو گذاشته است. دو نفر در طرفین مشعل به دست دارند و لباسی مانند میتراس پوشیده‌اند. این دو مشعل‌دار در میترائیسم کائوتس (Cautes) و کائوتوپاتس (Cautopates) خوانده می‌شوند. کائوتس مشعل خود را بالا گرفته و به سمت بالا اشاره دارد و کائوتوپاتس با مشعل خود به سمت پایین اشاره می‌کند. گاهی کائوتس و کائوتوپاتس به جای مشعل، عصای چوپانی در دست دارند.
ذبح گاو در گودالی انجام می‌گیرد که میتراس پس از شکار و سوار شدن و غلبه بر قدرت گاو، آن را به داخلش برده است. گاه گودال توسط دایره‌ای احاطه شده که روی آن دوازده علامت منطقةالبروج مشخص است. در خارج از گودال، بالا سمت چپ، سول (خورشید)، با تاج شعله‌ور خود، اغلب در حال راندن یک ارابهٔ چهار اسبی دیده می‌شود. شعاعی از نور اغلب به پایین می‌رسد تا میتراس را لمس کند. در سمت راست بالا لونا با هلال ماه خود دیده می‌شود که ممکن است در حال راندن ارابه‌ای دو اسبی به تصویر کشیده شود.
در بعضی از تصاویر، تاروکتونی مرکزی توسط مجموعه‌ای از صحنه‌های فرعی در سمت چپ، بالا و راست احاطه شده که وقایع زندگی میتراس را مطابق روایات نشان می‌دهند: زایش میتراس از دل صخره، معجزه آب، شکار و سوار شدن بر گاو، رویارویی با سول که در برابرش زانو زده، دست دادن با سول و خوردن وعده غذایی از قطعات بدن گاو به همراه سول، و صعود به آسمان‌ها در ارابه. در بعضی موارد، مانند گچ‌بری میترائیوم سانتا پریسکا در رم، میتراس قهرمانانه برهنه است. برخی از این نقش برجسته‌ها به گونه‌ای ساخته شده‌اند که می‌توانند حول یک محور بچرخند. در قسمت عقب صحنه ضیافت استادانه‌تری دیده می‌شود. این نشان می‌دهد که صحنه قتل گاو در قسمت اول جشن مورد استفاده قرار می‌گرفته است، سپس حجاری را برگردانده و از صحنه دوم در قسمت دوم جشن استفاده می‌شده است. علاوه بر نماد اصلی فرقه، تعدادی مهرابه نیز یافت شده است که دارای چندین تاروکتونی ثانویه و نسخه‌های قابل حمل کوچک، احتمالاً برای پرستش خصوصی، می‌باشند.
به نظر می‌رسد به تصویر کشیدن خدا در حال ذبح گاو مختص میترائیسم رومی است. مطابق نوشته‌های دیوید اولانسی، «این شاید مهم‌ترین نمونه» از تفاوت آشکار بین سنن ایرانی و رومی است. «... هیچ مدرکی در دست نیست که نشان دهد خدای ایرانی میترا هرگز ارتباطی با کشتن گاو داشته است.»

### ضیافت
دومین صحنه مهم بعد از تاورکتونی (گاوکشی) در هنر میترائیک، صحنه ضیافت است. این صحنه ضیافت میتراس و سول اینویکتوس را در مخفیگاه ذبح گاو نشان می‌دهد. در صحنه ضیافت نقش برجستهٔ فیانو رومانو، یکی از مشعل‌داران عصای چاوشی را به سمت پایهٔ که به نظر می‌رسد شعله‌های آتش از آنجا زبانه می‌کشند، گرفته است. رابرت تورکان نوشته است که چون عصای چاوش مربوط به مرکوری است و وی در اساطیر به عنوان راهنمای روح به تصویر کشیده شده، خروج شعله‌های آتش در این صحنه اشاره به اعزام ارواح انسانی و بیان آموزه‌های میترائیک در این مورد است. تورکان همچنین این واقعه را با تاورکتونی (گاوکشی) پیوند می‌دهد: خون گاو ذبح شده، زمین محراب را خیس کرده و ارواح توسط عصای چاوش از خون خارج می‌شوند.

### تولد از سنگ
میتراس به عنوان کسی که از سنگ متولد می‌شود، به تصویر کشیده شده است. میتراس در صحنه‌های برآمدن از سنگ جوان است و خنجری در یک دست و مشعلی در دست دیگر دارد. برهنه است و روی پاهای خود ایستاده و کلاه فریگی پوشیده است.
در عین حال، تفاوت‌ها و تنوعاتی نیز وجود دارد. بعضی اوقات او هنگام برآمدن از صخره کودک است و در یک مورد او یک کره‌ای در دست دارد. گاه صاعقه‌ای نیز به چشم می‌خورد. همچنین تصاویری وجود دارد که در آن شعله‌های آتش از سنگ و همچنین از کلاه میترا خارج می‌شوند. پایهٔ یک مجسمه سوراخ است تا بتواند به عنوان آبنما مورد استفاده قرار گیرد و پایه دیگر نقاب خدای آب را دارد. بعضی اوقات میتراس سلاح‌های دیگری مانند تیر و کمان دارد و در اطرافش حیواناتی چون سگ، مار، دلفین، عقاب، پرندگان دیگر، شیر، تمساح، خرچنگ و حلزون هستند. در بعضی از نقش برجسته‌ها، چهرهٔ ریش‌داری نیز حاضر است که اوکئانوس، خدای آب می‌باشد، و در بعضی نقش برجسته‌ها خدایان چهار باد نیز حاضرند. در این نقش برجسته‌ها، می‌توان به درگاه چهار عنصر با هم دعا کرد. به نظر می‌رسد گاهی ویکتوریا، لونا، سول و ساترن نیز نقشی برعهده دارند. به ویژه ساترن اغلب در حال تحویل خنجر به میتراس است تا بتواند کارهای مقتدرانهٔ خود را انجام دهد.
در برخی تصاویر، کوتس و کوتوپاس نیز حاضرند. گاهی این دو به صورت چوپان نشان داده می‌شوند.
در برخی موارد، آمفرا نیز در صحنه به چشم می‌خورد، و در نقش برجسته، مواردی چون تولد تخم مرغ یا تولد درخت نیز دیده می‌شود. برخی تفسیرها نشان می‌دهد که تولد میتراس با روشن کردن مشعل یا شمع، جشن گرفته می‌شده است.

### پیکر با سر شیر

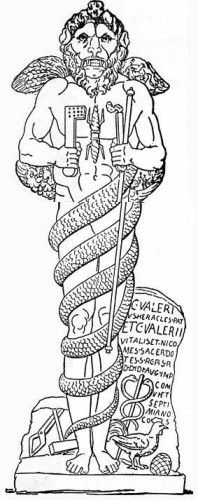
ترسیم لئونتوسفالین یافت شده در می‌تراوم در اوستیا آنتیکا، ایتالیا (۱۹۰ میلادی؛ CIMRM 312)

یکی از ویژگی‌های بارز میترائیسم که کمتر درک شده است، پیکر عریان با سر شیر است که اغلب در معابد میترائیک یافت می‌شود. پژوهشگران مدرن این پیکر را با اصطلاحات توصیفی مانند لئونتوسفالین (دارای سر شیر) یا لئونتوسفالوس (دارای سر شیر) نامگذاری کرده‌اند. بدن این پیکره، بدن مردی برهنه است که یک مار (یا دو مار مانند عصای چاوش) به آن پیچیده است و سر مار اغلب بر روی سر شیر قرار دارد. دهان شیر اغلب باز است که جلوه ای هولناک به پیکره می‌بخشد. پیکره معمولاً چهار بال، دو کلید (گاهی یک کلید واحد) و یک عصای سلطنتی در دست خود دارد. گاهی پیکره روی کره‌ای با یک صلیب مورب است، ایستاده است. روی پیکرهٔ می‌تراوم اوستیا آنتیکا (چپ، CIMRM 312) چهار بال نمادهای چهار فصل هستند و صاعقه‌ای روی سینه حک شده است. در پایه مجسمه انبر وولکان، خروس مرکوری و عصای چاوش قرار دارد. نوع دیگری از همین پیکره اما با سر انسان به جای سر شیر نیز یافت می‌شود که البته نادر است.
اگرچه پیکره‌های دارای سر حیوان در بازنمایی اساطیری مصری و گنوستیک معاصر میترائیسم رایج است. اما پیکرهٔ موازی دقیقی با لئونتوسفالین میترائیک یافت نشده است.
از طریق کتیبه‌های اختصاصی معلوم شده است که نام این پیکره Arimanius، شکل لاتین شدهٔ اهریمن – چهره شیطانی در زیارتگاه‌های زرتشتی– است. از کتیبه‌هایی همچون CIMRM 222 اوستیا، CIMRM 369 رم، ۱۷۷۵ و CIMRM 1773 پانونیا معلوم است که Arimanius خدایی در فرقه میترائیک می‌باشد.
برخی از پژوهشگران پیکرهٔ انسان با سر شیر را آیون، زروان، کرونوس یا خرونوس می‌دانند. درحالی‌که برخی دیگر ادعا می‌کنند که این پیکره شکلی از اهریمن زرتشتی یا آریامان ودایی است. همچنین گمانه زنی‌هایی وجود دارد که این پیکره را عقل فعال گنوستیک می‌دانند. گرچه هویت دقیق این پیکره نزد پژوهشگران مورد مناقشه است، اما اکثراً توافق دارند که این خدا با زمان و تغییرات فصلی در ارتباط است. با این حال کاشفی به نام د. جیسون کوپر برخلاف این باور رایج معتقد است که این پیکره، خدا نیست بلکه نشان دهنده وضعیت معنوی است که در سطح «ماهر» میترائیسم یا در درجه لئو (شیر) حاصل می‌شود.

## مهرابه‌ها یا میترائیوم‌ها

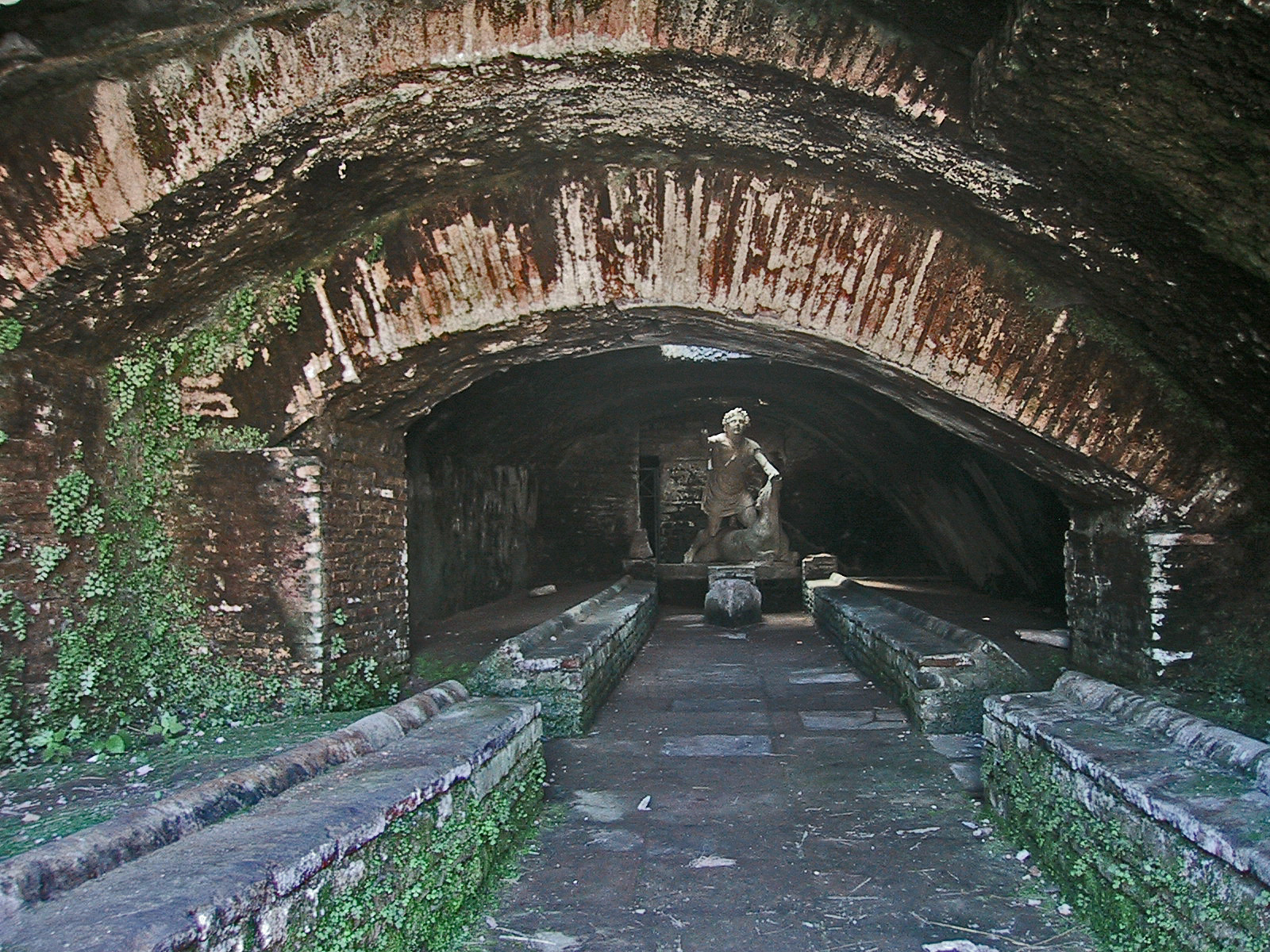
یک میترائیوم که در شهر بندری و باستانی «اوستیا» در ایتالیا کشف شده است. مهرابه‌های بسیاری نظیر آن در آلمان، فرانسه و روسیه، به‌طور اتفاقی یا هنگام مرمت کلیساها پیدا شده‌اند.

به پرستشگاه‌های مهرپرستان مهرابه یا میترائیوم گفته می‌شود. ساختمان مهرابه‌ها از یک ورودی، سپس دهلیز درونی که به سه راهرو منتهی می‌شد تشکیل شده است. تالار روبرویی بزرگ بوده و تالار اصلی معبد بوده است. دو راهرویی که در سمت چپ و راست قرار داشتند تنگتر بوده و سقف آن هم کوتاه‌تر است. مهراب بالای تالار اصلی قرار می‌گرفت و عبارت بود از گودی اندکی در دیوار که نقش مهر (و گاهی مجسمه او) در حال کشتن گاو در آن دیده می‌شد کوتس و کوتوپاس نیز در دو سوی او دیده می‌شدند. در دو طرف تالار اصلی نیمکت‌هایی سنگی قرار می‌دادند.
روشنی مهرابه‌ها از روزنه‌های کوچک سقف یا پنجره‌های باریک تأمین می‌شد، به‌طوری‌که فضای مهرابه تقریباً تاریک بود و این برای آن بود که حالت اصلی غار حفظ شود.

## میترائیسم و مسیحیت
آیین میترائیسم رومی و مسیحیت همانندی‌های بسیاری داشته و امروزه پژوهشگران معتقدند که مسیحیت غرب چهارچوب اصلی خود را که به این دین پایداری و شکل بخشیده به مذاهب پیش از مسیحیت روم باستان از جمله مهرپرستی مدیون است.